# مرکز تربیت معلم
تربیت معلّم به نوعی مرکز آموزش عالی گفته می‌شود که هدف آن تربیت و پرورش آموزگار برای سطوح مختف آموزشی از دبستان تا دبیرستان است. در ایران مراکز تربیت معلّم متعددی برای تربیت معلّمان مقاطع ابتدایی، دوره اول متوسطه و تربیت دبیر برای دبیرستان‌ها و هنرستان‌ها وجود داشت که در قالب دانشگاه فرهنگیان و دانشگاه تربیت دبیر شهید رجایی متمرکز شدند. به افراد پذیرفته شده و شاغل به تحصیل در تربیت معلّم، حقوق دانشجویی داده می‌شود. سازمان مرکزی این دانشگاه، در تهران مستقر بوده و ۳۲ پردیس مردان و ۳۲ پردیس زنان در استان‌ها (۳۱ استان و یک مرکز برای شهرستان‌های استان تهران) راه‌اندازی شده‌اند.
لازم است ذکر شود که این مرکز که نام آن دیگر به دانشگاه فرهنگیان تغییر یافته، وظیفهٔ جذب معلّم و دبیر را در ایران برعهده دارد و این امر با مشارکت سازمان سنجش و وزرارت آموزش و پرورش، به‌صورت یک گزینش بعد از آزمون سراسری انجام می‌شود.
تنها افرادی می‌توانند وارد این دانشگاه و پردیس‌های آن شوند که شرایط ورود به دانشگاه فرهنگیان و تربیت معلّم سابق را داشته باشند و بتوانند به سؤالات مصاحبهٔ دانشگاه فرهنگیان پاسخ داده و امتیازات مصاحبه را دریافت کنند.

## تاریخچهٔ تربیت معلّم در ایران
در ایران، نخستین مرکز تربیت معلّم در سال ۱۲۹۸ خورشیدی به نام دارالمعلّمین مرکزی به ریاست ابوالحسن فروغی تأسیس شد. این مراکز بعدها دانشسرای تربیت معلّم نامیده شدند. در سال ۱۳۹۰ دانشگاه فرهنگیان تأسیس شد و از سال ۱۳۹۱ شروع به کار کرد.

## تاریخچهٔ تربیت معلّم در جهان
آموزش معلّمان تا پیش از آغاز عصر نوین مردم‌سالاری و قرن‌های ۱۷ و ۱۸ میلادی مورد غفلت بود. اوّلین مؤسسه‌ای که برنامهٔ منظم آموزش معلّمان را ارائه می‌کرد، مؤسسهٔ «برادران مسیحی» بود که در سال ۱۶۸۵ میلادی، توسط دو کشیش فرانسوی به نام‌های دلاسال و جان بابیتیس تأسیس شد.

## برنامهٔ درسی
برنامه درسی تربیت معلّم باید استعداد تربیت عناصر حرفه‌ای با ویژگی‌های یادگیرندگی، پژوهندگی و توان مشارکت در صحنهٔ خلق دانش حرفه‌ای یا همان تربیت معلّم فکور را داشته باشد. این برنامهٔ درسی باید به گونه‌ای تنظیم شده باشد که به سهم خود اجازهٔ جذب بهترین‌ها به این حرفهٔ حساس و خطیر را بدهد. این اتفاق مستلزم آن است که اولاً برنامه، فرصت تشخیص بهترین‌ها از میان داوطلبان ورود به حرفهٔ معلّمی را از نظام آموزشی به‌طور سیستماتیک سلب نکند و دوماً داوطلبان از متقاضیانی تشکیل شده باشند که با آگاهی و درایت اطمینان‌بخشی قصد ورود به این حرفه را کرده باشند.

## دانشگاه فرهنگیان
دانشگاه فرهنگیان وظیفهٔ تأمین، تربیت و بهسازی معلّمان و نیروی انسانی وزارت آموزش و پرورش را در ایران برعهده دارد. این دانشگاه در سال ۱۳۹۰ با تجمیع مراکز تربیت معلّم سراسر ایران تأسیس شد و دارای حدود ۹۸ واحد دانشگاهی (در قالب ۶۴ پردیس و ۳۴ مرکز وابسته به پردیس) و حدود ۶۵ هزار دانشجو است. دانشگاه فرهنگیان از بزرگ‌ترین و گسترده‌ترین دانشگاه‌های ایران است.